# Ніа-Бей (Вашингтон)
Ніа-Бей (англ. Neah Bay) — переписна місцевість (CDP) в США, в окрузі Клеллам штату Вашингтон. Населення — 935 осіб (2020).

## Географія
Ніа-Бей розташована за координатами 48°21′40″ пн. ш. 124°36′42″ зх. д. / 48.36111° пн. ш. 124.61167° зх. д. (48.360976, -124.611544).  За даними Бюро перепису населення США в 2010 році переписна місцевість мала площу 6,08 км², уся площа — суходіл.

### Клімат
| Клімат : Ніа-Бей        | Клімат : Ніа-Бей | Клімат : Ніа-Бей | Клімат : Ніа-Бей | Клімат : Ніа-Бей | Клімат : Ніа-Бей | Клімат : Ніа-Бей | Клімат : Ніа-Бей | Клімат : Ніа-Бей | Клімат : Ніа-Бей | Клімат : Ніа-Бей | Клімат : Ніа-Бей | Клімат : Ніа-Бей | Клімат : Ніа-Бей |
| Показник                | Січ.             | Лют.             | Бер.             | Квіт.            | Трав.            | Черв.            | Лип.             | Серп.            | Вер.             | Жовт.            | Лист.            | Груд.            | Рік              |
| Абсолютний максимум, °C | 17,8             | 17,8             | 19,4             | 23,9             | 27,2             | 27,8             | 26,7             | 25,6             | 26,7             | 25               | 20               | 16,1             | 27,8             |
| Середній максимум, °C   | 7,4              | 8,2              | 8,9              | 10,8             | 12,8             | 14,3             | 15,3             | 15,4             | 15,1             | 13,2             | 10,4             | 8,6              | 11,7             |
| Середня температура, °C | 5,6              | 6,2              | 6,7              | 8,5              | 10,4             | 12,1             | 13,1             | 13,2             | 12,6             | 11,1             | 8,4              | 6,8              | 9,6              |
| Середній мінімум, °C    | 3,7              | 4,2              | 4,6              | 6,2              | 8,2              | 9,9              | 10,8             | 11               | 10,2             | 8,9              | 6,4              | 4,9              | 7,4              |
| Абсолютний мінімум, °C  | −10              | −6,7             | −3,9             | 0,6              | 2,8              | 6,1              | 7,2              | 7,2              | 6,1              | 0,6              | −7,2             | −10              | −10              |
| Норма опадів, мм        | 269              | 226              | 206              | 134              | 75               | 69               | 58               | 52               | 89               | 212              | 271              | 309              | 1970             |
| Днів з опадами          | 22               | 19               | 20               | 17               | 13               | 13               | 11               | 12               | 11               | 17               | 21               | 24               | 200,0            |
| Днів з дощем            | 18               | 16               | 17               | 14               | 11               | 9                | 5                | 6                | 8                | 11               | 18               | 18               | 151,0            |
| ----------------------- | ---------------- | ---------------- | ---------------- | ---------------- | ---------------- | ---------------- | ---------------- | ---------------- | ---------------- | ---------------- | ---------------- | ---------------- | ---------------- |
| Джерело: WeatherBase    |                  |                  |                  |                  |                  |                  |                  |                  |                  |                  |                  |                  |                  |

## Демографія
Згідно з переписом 2010 року, у переписній місцевості мешкало 865 осіб у 314 домогосподарствах у складі 202 родин. Густота населення становила 142 особи/км².  Було 358 помешкань (59/км²).
Расовий склад населення:
| - 77,1 % — корінних американців - 12,1 % — білих - 0,2 % — чорних або афроамериканців - 0,1 % — азіатів |

До двох чи більше рас належало 9,7 %. Частка іспаномовних становила 7,3 % від усіх жителів.
За віковим діапазоном населення розподілялося таким чином: 29,5 % — особи молодші 18 років, 59,6 % — особи у віці 18—64 років, 10,9 % — особи у віці 65 років та старші. Медіана віку мешканця становила 31,7 року. На 100 осіб жіночої статі у переписній місцевості припадало 113,6 чоловіків;  на 100 жінок у віці від 18 років та старших — 106,8 чоловіків також старших 18 років.
Середній дохід на одне домашнє господарство  становив 50 728 доларів США (медіана — 32 120), а середній дохід на одну сім'ю — 55 006 доларів (медіана — 37 917). За межею бідності перебувало 22,5 % осіб, у тому числі 24,5 % дітей у віці до 18 років та 20,0 % осіб у віці 65 років та старших.
Цивільне працевлаштоване населення становило 322 особи. Основні галузі зайнятості: освіта, охорона здоров'я та соціальна допомога — 28,0 %, публічна адміністрація — 26,4 %, сільське господарство, лісництво, риболовля — 18,0 %.

## Історія

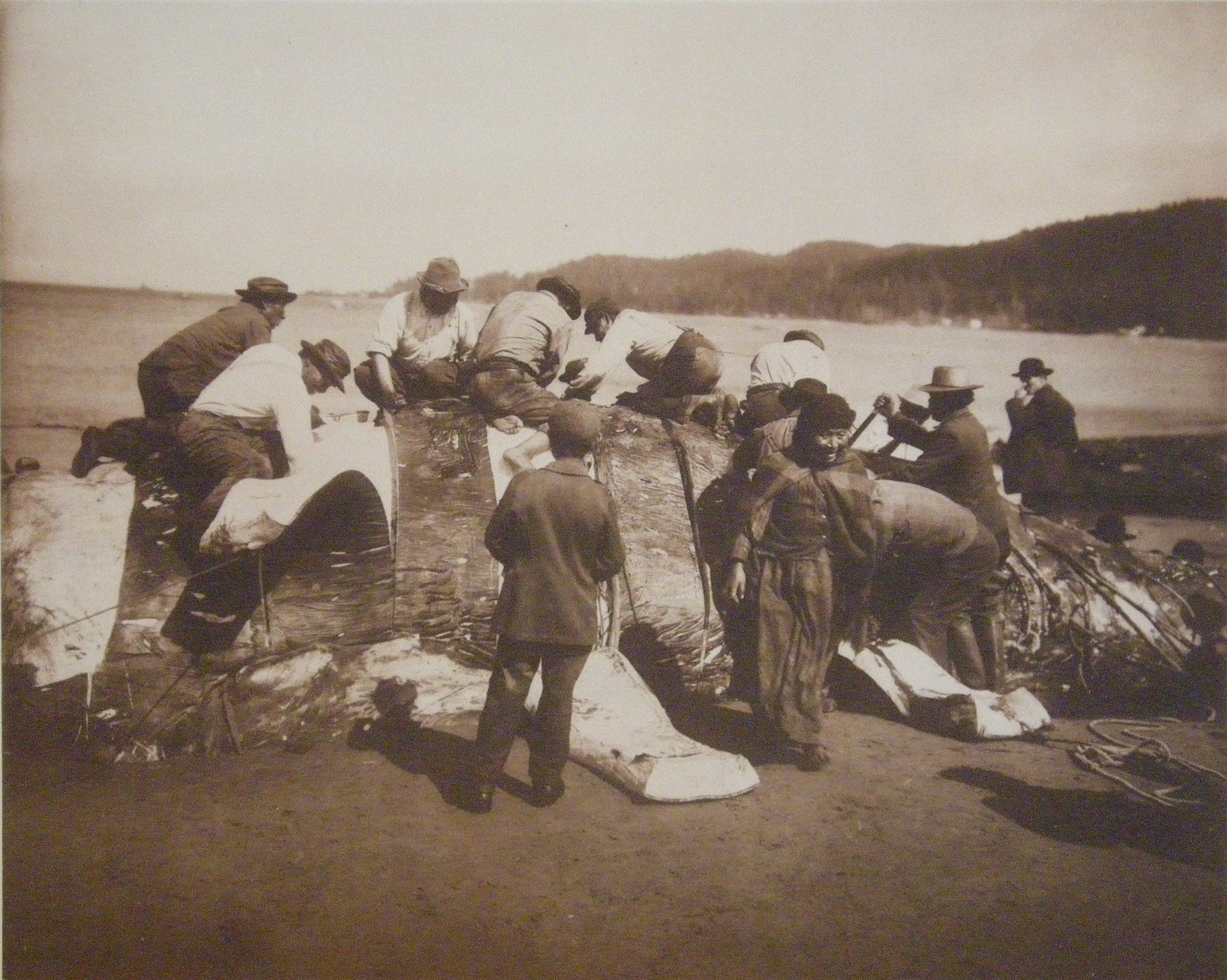
Індійські китобої здирають свою здобич у затоці Ніа — 1910 рік

У 1929 році Neah Bay Dock Company, дочірня компанія Puget Sound Navigation Company, володіла пристанню та готелем у Ніа-Бей.
У 2020 році через пандемію COVID-19 Ніа-Бей і заповідник Мака були закриті для всіх, хто не був членом племені Мака. Племінна рада вирішила знову відкрити резервацію 15 березня 2022 року.

## Економіка
Місцева економіка підтримується в основному рибальством і туризмом. Влітку затока Неа є популярним місцем риболовлі для рибалок-спортсменів. Будь-який відвідувач Мака має придбати дозвіл на відпочинок за 20 доларів США. Дозвіл діє на календарний рік.

## Рибалка
Риболовля донної риби, такої як тріска, ламінарія зелена, чорний морський окунь, китайський окунь, жовтоглазий і канарковий окунь тощо. Ловля тріски хороша навесні та влітку, тоді як ловля лосося хороша влітку. Проте — Ніа-Бей відома найкращим виловом палтуса. Сезон вилову палтуса в США зазвичай триває кілька днів у травні та червні та закінчується, коли сезонна квота досягнута. Коли сезон вилову палтуса в США закривається, деякі рибалки отримують канадські ліцензії на риболовлю та запускають рибу з Ніа-Бей, пробігши приблизно 10 миль до частини банк Свіфтсуре, яка лежить у водах Канади.
Серед популярних місць палтуса — «Звалище сміття», розташоване прямо в протоці Хуан де Фука, і банк Свіфтсуре — за кілька миль у відкритому океані. Великі човни (включно з багатьма доступними комерційними чартерними човнами) часто подорожують 30 миль або більше у відкритий океан до таких місць, як Blue Dot і 72-Square.

## Туризм
Значною визначною пам'яткою Ніа-Бей є Музей Маках. Тут зберігаються та інтерпретуються артефакти із села Маках, частково похованого потоком близько 1750 року. У музеї представлена копія довгого дому, каное, кошиків, спорядження для китобійного та рибальського промислу. Багато людей відвідують Ніа-Бей, щоб прогулятися Кейп-Трейл або розташуватися на пляжі Хобак. Під час кемпінгу туристи проводять час за серфінгом і риболовлею.

## Берегова охорона
Берегова охорона Сполучених Штатів Америки має базу в Ніа-Бей у Makah Indian reserve. База утримується для проведення пошуково-рятувальних робіт, охорони навколишнього середовища та забезпечення правопорядку на морі.
Катер берегової охорони, дислокований у Клівленді, штат Огайо, називається «Ні-Бей» (WTGB-105).

## Відомі жителі
- Едвард Юджин Клапланху — колишній голова племінної ради Маках, перший випускник коледжу Маках, заснував Музей Маках і парк ветеранів у форті Нуньєз Гаона–Дія[8].
- Пітер ДеПо — барабанщик рок-групи Redbone.
- Боб Грін — передостанній уцілілий ветеран Другої світової війни.
- Бен Джонсон — колишній голова та член Ради племені Маках (1998–2000, 2001–2007)[9].